# Up on the Catwalk
Up on the Catwalk är en låt av den skotska gruppen Simple Minds från albumet Sparkle in the Rain. Den utgavs i mars 1984 som den tredje singeln från albumet och nådde 27:e plats på brittiska singellistan.

## Utgåvor
7" singel Virgin VS 661
1. Up On The Catwalk [Edit] (4:04)
2. A Brass Band In Africa  (5:10)

7" Picture Disc Virgin VSY 661
1. Up On The Catwalk [Edit] (4:04)
2. A Brass Band In Africa  (5:10)

12" singel Virgin VS 661-12
1. Up On The Catwalk [Extended Version]    (7:34)
2. A Brass Band In African Chimes  (9:22)